# Leibnitz (district)
Bezirk Leibnitz is een district in de Oostenrijkse deelstaat Stiermarken. Het district heeft ongeveer 75.000 inwoners. Het bestaat uit een aantal gemeenten.

## Gemeenten
- Allerheiligen bei Wildon
- Arnfels
- Berghausen
- Breitenfeld am Tannenriegel
- Ehrenhausen
- Eichberg-Trautenburg
- Empersdorf
- Gabersdorf
- Gamlitz
- Glanz an der Weinstraße
- Gleinstätten
- Gralla
- Großklein
- Hainsdorf im Schwarzautal
- Heiligenkreuz am Waasen
- Heimschuh
- Hengsberg
- Kaindorf an der Sulm
- Kitzeck im Sausal
- Lang
- Lebring-Sankt Margarethen
- Leibnitz
- Leutschach
- Oberhaag
- Obervogau
- Pistorf
- Ragnitz
- Ratsch an der Weinstraße
- Retznei
- Sankt Andrä-Höch
- Sankt Georgen an der Stiefing
- Sankt Johann im Saggautal
- Sankt Nikolai im Sausal
- Sankt Nikolai ob Draßling
- Sankt Ulrich am Waasen
- Sankt Veit am Vogau
- Schloßberg
- Seggauberg
- Spielfeld
- Stocking
- Straß in Steiermark
- Sulztal an der Weinstraße
- Tillmitsch
- Vogau
- Wagna
- Weitendorf
- Wildon
- Wolfsberg im Schwarzautal